# Gattières
Gattières ist eine französische Gemeinde mit 4.345 Einwohnern (Stand: 1. Januar 2022) im Département Alpes-Maritimes in der Region Provence-Alpes-Côte d’Azur. Die Gemeinde liegt im Arrondissement Grasse und im Kanton Nizza-3. Sie gehört zur Métropole Nice Côte d’Azur. Die Einwohner werden Gattiérois genannt.

## Geographie
Gattières erstreckt sich in das Tal des Flusses Var, etwa 18 Kilometer nordwestlich von Nizza. Ein Teil des Gemeindegebietes liegt im Regionalen Naturpark Préalpes d’Azur. Umgeben wird Gattières von den Nachbargemeinden Carros im Norden, Colomars im Osten und Nordosten, Nizza im Südosten, Saint-Jeannet im Süden und Westen sowie Bézaudun-les-Alpes im Nordwesten.

## Geschichte
Von 1338 bis 1760 war die Gemeinde Gattières eine Enklave Savoyens (bzw. der Grafschaft Nizza oder des Königreichs Sardinien). Die besondere Position machte Gattières zu einem Ort mit besonderer strategischer Bedeutung.

### Bevölkerungsentwicklung
| Jahr      | 1962 | 1968 | 1975 | 1982 | 1990 | 1999 | 2006 | 2011 | 2018 |
| Einwohner | 851  | 1005 | 1380 | 2051 | 2997 | 3583 | 4018 | 4036 | 4134 |

## Sehenswürdigkeiten

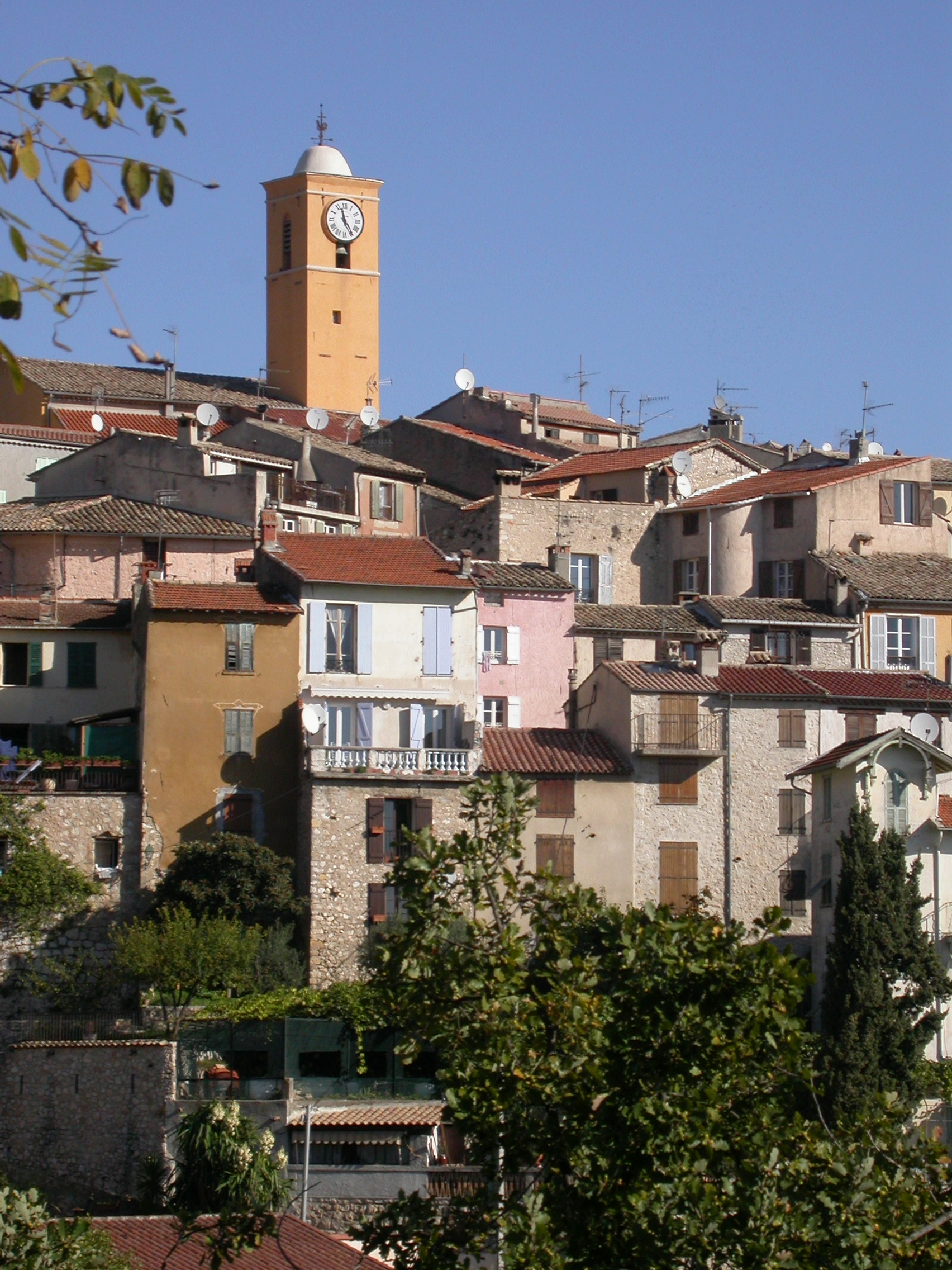
Ortskern von Gattières

- Kirche Saint-Nicolas
- Kirche Saint-Blaise
- Kapelle Notre-Dame-du-Var
- Kapelle des Schlosses der Bastide

## Gemeindepartnerschaften
Gattières pflegt seit 2002 eine Partnerschaft mit den italienischen Gemeinden Citerna, Montone und San Giustino in der Provinz Perugia, Umbrien.